# SummerSlam (1993)
SummerSlam 1993 fue la sexta edición de SummerSlam, un evento pago por visión de lucha libre profesional producido por la World Wrestling Federation (WWF). Tuvo lugar el 30 de agosto de 1993 desde el The Palace of Auburn Hills en Auburn Hills, Míchigan.

## Resultados
- Dark match: Owen Hart derrotó a Barry Horowitz (8:32)
  - Hart cubrió a Horowitz.
- Razor Ramon derrotó a Ted DiBiase (7:32)
  - Ramon cubrió a DiBiase después de un "Razor's Edge".
- The Steiner Brothers (Rick y Scott) derrotaron a The Heavenly Bodies (Tom Prichard y Jimmy Del Ray) (w/Jim Cornette) reteniendo el Campeonato en Parejas de la WWF (9:28)
  - Rick cubrió a Del Ray después de un "Frankensteiner" de Scott.
- Shawn Michaels (w/Diesel) derrotó a Mr. Perfect reteniendo el Campeonato Intercontinental de la WWF (11:20)
  - Perfect recibió el conteo de 10 después de ser atacado por Diesel.
- Irwin R. Schyster derrotó a The 1-2-3 Kid (5:44)
  - Schyster cubrió a Kid después de un "Write-Off".
- Bret Hart derrotó a Doink the Clown (c/Jerry Lawler) (9:05)
  - Hart forzó a Doink a rendirse con el "Sharpshooter".
- Jerry Lawler derrotó a Bret Hart por descalificación (6:32)
  - Hart fue descalificado por no soltar el "Sharpshooter" en Lawler, a pesar de haber ganado el combate originalmente.
- Ludvig Borga derrotó a Marty Jannetty (5:15)
  - Borga forzó a Jannetty a rendirse con el "Torture Rack".
- The Undertaker (c/Paul Bearer) derrotó a Giant González (c/Harvey Wippleman) en un Rest in Peace match (8:04)
  - Undertaker cubrió a Gonzalez después de un "Flying clothesline".
  - Después de la pelea Gonzalez le aplicó un "Chokeslam" a Wippleman cambiando a face
- Tatanka y The Smokin' Gunns (Billy y Bart) derrotaron a Bam Bam Bigelow y The Headshrinkers (Fatu y Samu) (c/Afa y Luna Vachon) (11:15)
  - Tatanka cubrió a Samu con un "Roll-Up".
- Lex Luger derrotó al Campeón de la WWF Yokozuna (w/Mr. Fuji y Jim Cornette) por cuenta-fuera (17:58)
  - Como consecuencia, Yokozuna retuvo su título.

## Otros roles
| Entrevistadores - Joe Fowler - "Mean" Gene Okerlund - Todd Pettengill Árbitros - Danny Davis - Dave Hebner - Earl Hebner - Jim Korderas - Tim White | Comentaristas - Bobby "The Brain" Heenan - Vince McMahon Otros - Howard Finkel - Tony Garea - Rene Goulet - Jack Lanza - Pat Patterson - Jay Strongbow |